# DAZ Studio
DAZ Studio är en mjukvara från DAZ 3D Inc., med vars hjälp det är möjligt att skapa och animera 3D-objekt. DAZ Studio är kompatibel med de flesta filer som är avsedda för Poser.
Version 1.0 av programmet släpptes hösten 2005.